# Tim Fischer

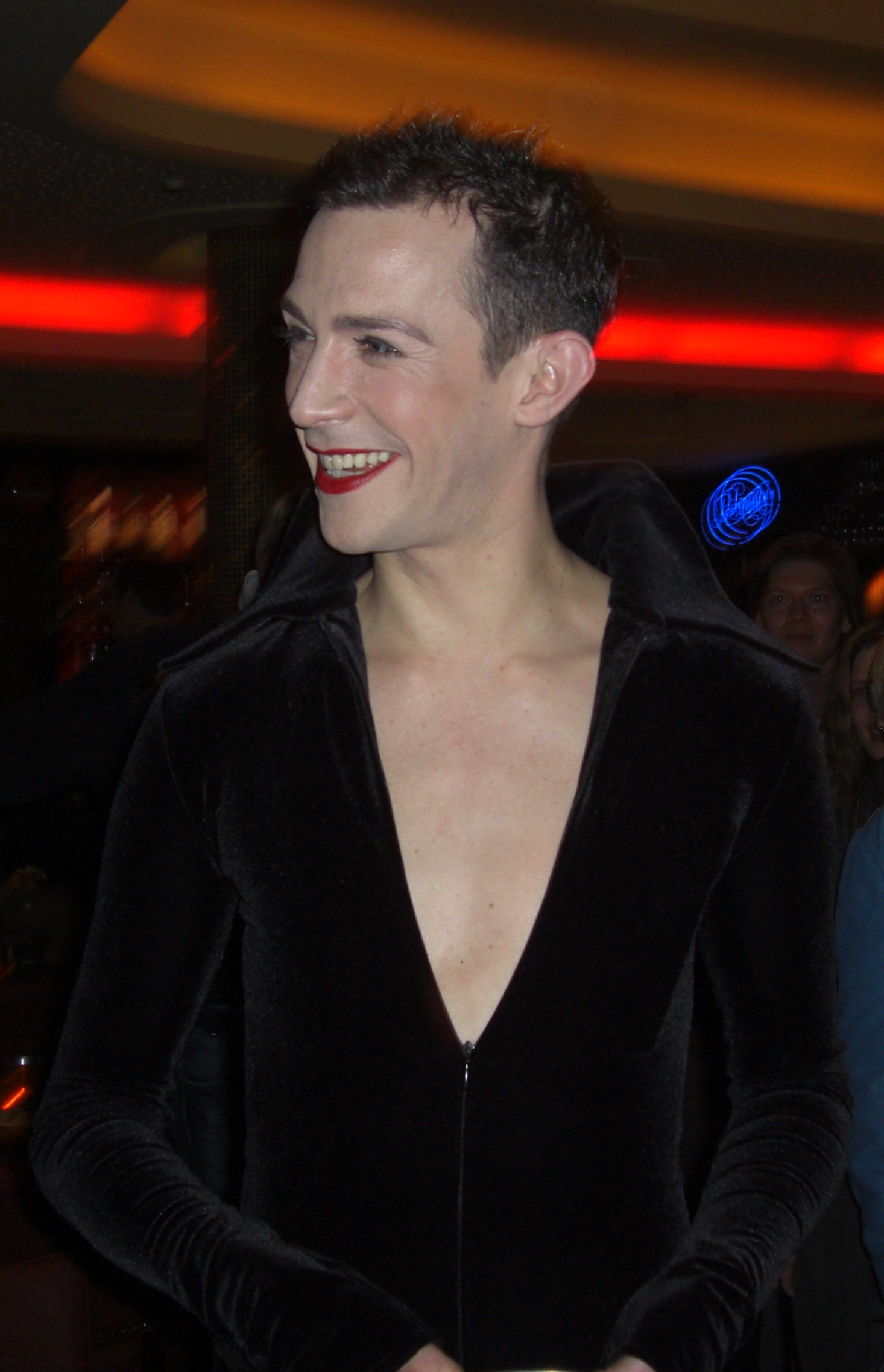
Tim Fischer (2008)

Tim Fischer (* 12. März 1973 in Delmenhorst; seit 2008 bürgerlich Tim Jiménez Domínguez) ist ein deutscher Chansonnier und Schauspieler. 

## Leben
Fischer wuchs in Hude auf und besuchte dort die Grundschule. Danach wechselte er an die Waldorfschule in Oldenburg. Er entdeckte den Chanson recht früh. Geprägt durch den Film Lili Marleen von Rainer Werner Fassbinder fing er an, Chanson-Platten zu hören.
Im Alter von 15 Jahren trat Tim Fischer das erste Mal vor größerem Publikum auf. In Oldenburg fanden seine ersten Auftritte statt.
Mit 17 Jahren ging Tim Fischer nach Hamburg. Er arbeitete im Schmidt-Theater und fing an, seine Karriere als Chansonnier aufzubauen. Zusammen mit Rainer Bielfeldt wurden diverse Auftritte bestritten.
Er zog 1991 nach Berlin. Durch seine Auftritte im Fernsehen (unter anderem: NDR-Talkshow) wurde er einem breiteren Publikum bekannt und erarbeitete sich innerhalb kürzester Zeit eine große Fangemeinde in Deutschland, der Schweiz und Österreich. Außer auf Kleinkunstbühnen war er nun auch in Stadttheatern und großen Konzertsälen zu sehen, drehte Filme (unter anderem mit Werner Schroeter und Leander Haußmann) und wirkte in Hörspielen mit. Seine ersten CDs entstanden Mitte der 1990er-Jahre. Im Februar 1993 stellte er in der Berliner Kabarett Anstalt unter dem Titel Wenn die Liebe ausgeht mit seiner Band den zweiten Chansonabend vor. Zum Programm gehörten neben den Liedern von Rainer Werner Fassbinder und Peer Raben vor allem Texte von Hans Magnus Enzensberger, Wolf Wondratschek und Friedrich Hebbel. Unter dem Titel Wenn die Liebe ausgeht entstand seine erste CD, unter anderem mit dem Lied Rinnsteinprinzessin komponiert von Rainer Bielfeldt (mit Text von Edith Jeske).

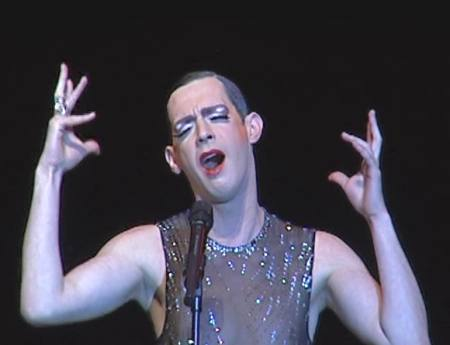
Tim Fischer (2006)

1993 überwand er auch seine Alkohol- und Drogenabhängigkeit und das dritte Chansonprogramm „Weil mir so ist“ hatte im Oktober in Berlin Premiere. Am 23. März 1994 präsentierte Tim Fischer in der Bar jeder Vernunft in einer unkonventionellen Mischung aus Klassikern und zeitgenössischen Chansons sein viertes Programm „Und habt mich gern“. Unter demselben Titel erschien als Mitschnitt eines Konzerts seine zweite CD.
Vom 5. bis 12. Dezember 1994 wurde zusammen mit dem Berliner Pianisten Thomas Dörschel in einer Coproduktion mit Radio Bremen und Junges Theater Bremen die dritte CD von Tim Fischer Na so was produziert. Sie enthielt alte und neue Titel und Aufnahmen mit den Gästen Rainer Bielfeldt, Cora Frost und Hildegard Schmahl. Am 13. und 14. Februar 1995 entstand das Album Duette, Tim Fischers vierte CD, auf der er gemeinsam mit Rainer Bielfeldt, Cora Frost, Daniel Morgenroth, Hildegard Schmahl und der Wiener Chansonsängerin Lilli Walzer zu hören ist. Am 8./9. Mai desselben Jahres nahm er in Co-Produktion mit Radio Bremen sein fünftes Album Chansons auf.
Ebenfalls 1995 erhielt Tim Fischer als jüngster Chansonnier den Deutschen Kleinkunstpreis.
1996 entstand im Sendesaal von Radio Bremen eine Doppel-CD. Den ersten Teil bildet der Zyklus Lieder eines armens Mädchens von Friedrich Hollaender, den Fischer zum 100. Geburtstag des Texters und Komponisten einspielte. Die Lieder stammen aus den Jahren 1921/22; Hollaender hatte sie für seine erste Frau Blandine Ebinger geschrieben. Da die Noten zu den Liedern Jeheimnis der Blumen und Mit einer scheußlichen Puppe verschollen sind, wurden sie von dem Komponisten Serge Weber neu vertont, sodass der Zyklus erstmals seit 60 Jahren wieder vollständig zu hören war. Auf der zweiten CD befindet sich ein Live-Mitschnitt aus dem Jungen Theater Bremen.
1996 und 1997 gab Tim Fischer auf Einladung des Goethe-Instituts Konzerte im Nahen Osten (Damaskus, Kairo und Khartum) und in Frankreich (Montpellier, Toulouse und Bordeaux).
Im Juli 1997 wurden unter dem Titel Aus blauem Glase Aufnahmen mit Liedern von Georg Kreisler, Cora Frost und anderen erarbeitet. Sie enthalten vier Duette mit der Schauspielerin Rosel Zech.
Im August 1997 bewies Tim Fischer sein schauspielerisches Talent in dem Kabarett-Programm „Nichts ist unmöglich“ – einer gemeinsamen Theaterproduktion mit Lisa Politt und Gunter Schmidt (Herrchens Frauchen) und Rolf Claussen, die nach ihrem Start im Hamburger Schmidt-Theater quer durch die Republik Gastspiele gab und im Januar 1998 in einer Coproduktion mit Radio Bremen und dem Jungen Theater Bremen unter demselben Titel auf CD veröffentlicht wurde.
Im Herbst 2000 veröffentlichte Tim Fischer die CD Romeo’s Seance mit neuen Liedern von Georg Kreisler, Cora Frost, Gilbert Bécaud, Léo Ferré und Jackson Browne.
Am 1. Dezember 2000 hatte Tim Fischers neues Programm „Walzerdelirium“ im Luftschloss in Berlin Premiere, in dem er Lieder unter anderem von Tom Waits, Rio Reiser, Freddie Mercury, Janis Ian, Udo Jürgens und Thomas Pigor präsentierte.  
Im September 2001 präsentierte Tim Fischer in der Berliner Bar jeder Vernunft sein Kreisler-Programm mit den Worten: „Jetzt da Georg Kreisler seine umjubelte Abschiedstournee gegeben hat, fühle ich mich aufgerufen, die Fackel der kultivierten Boshaftigkeit zu übernehmen und weiter durch deutsche Lande leuchten zu lassen.“
Im Februar 2002 spielte Tim Fischer unter der Regie von Werner Schroeter für den Film Deux an der Seite von Isabelle Huppert die Rolle der Josephine Baker. Dieser Film hatte im November 2002 in Paris Premiere.
Tim Fischer spielte 2002 in der Uraufführung von Georg Kreislers Ein-Mann-Musical Adam Schaf hat Angst oder: Das Lied vom Ende im Berliner Ensemble. Im Jahr 2003 war er in einer Nebenrolle in Leander Haußmanns Film Herr Lehmann (Verfilmung des Romans von Sven Regener) zu sehen, Ende 2005 in einem Tatort (Folge 615: Der doppelte Lott) der ARD und 2007 in Dani Levys Film Mein Führer – Die wirklich wahrste Wahrheit über Adolf Hitler.
Ab Herbst 2008 ging Tim Fischer, begleitet von Rainer Bielfeldt am Piano, anlässlich seines 20-jährigen Bühnenjubiläums mit einer Neubearbeitung seines Programms „Zarah ohne Kleid“ (zuerst 1991) auf Tour, einer musikalischen Hommage an Zarah Leander. Ab 2009 war Fischer zusammen mit dem Pianisten Rüdiger Mühleisen daneben mit dem von Georg Kreisler zusammengestellten Programm „Gnadenlose Abrechnung“ unterwegs. Beide Programme wurden auch auf CD veröffentlicht. 2010 trat Fischer mit der Retrospektive „Das Konzert“ auf, die Lieder aus Programmen der zurückliegenden beiden Jahrzehnte vereinte. Im selben Jahr startete er unter dem Titel „Tim Fischer singt ein Knef-Konzert“ ein neues Programm mit Texten von Hildegard Knef, das ebenfalls als CD vorliegt.
Nach der Premiere im Stuttgarter Renitenztheater im September 2011 ging Fischer mit dem Programm „Satiriker sind keine Lyriker“ auf Tournee, das von Gerhard Woyda, dem Gründer des Theaters, geschrieben wurde. Er begleitete Fischer dabei am Klavier. Im Dezember 2011 erschien eine CD des Programms.
Am 17. November 2012 hatte Fischers Programms „Das war gut! Tim Fischer singt Georg Kreisler-Chansons“ Premiere, eine Hommage an den im November 2011 verstorbenen Texter und Komponisten, mit dem Tim Fischer viele Jahre befreundet war und bei mehreren Projekten eng zusammengearbeitet hat.
Im Oktober 2016 gingen Tim Fischer und Rainer Bielfeldt mit ihrem Programm „ABSOLUT“ auf Tour. Im Januar 2018 feierte er am Schauspielhaus Münster die Premiere seines Programms „Die alten schönen Lieder“, am Piano begleitet von Thomas Dörschel. Sein 30-jährigen Bühnenjubiläum feierte Fischer mit dem Programm „Zeitlos“; die Uraufführung fand am 17. Oktober 2019 im Berliner Tipi am Kanzleramt statt. Im Februar 2020 stand Fischer erstmals in der Rolle des Conferenciers im Musical Cabaret auf der Bühne des Hansa Theaters Hamburg. (Regie: Ulrich Waller, Co-Regie: Dania Hohmann).
Gemeinsam mit Ulrich Heissig schrieb Tim Fischer das Theaterstück Ich bin die Leander – Zarah auf Probe. Die Uraufführung mit Fischer fand am 11. Juni 2021 im Hamburger St. Pauli Theater statt.
Tim Fischer engagiert sich mit seinem Projekt Songs Against Aids für an AIDS erkrankte Menschen im Endstadium und sammelt bei seinen Konzerten Spenden zugunsten des Island Hospice in Simbabwe. In Babylon Berlin spielte er einen Nachtklubsänger.

## Familie
Tim Fischer lebt seit 2008 in einer eingetragenen Lebenspartnerschaft. Sein jüngerer Bruder Denis Fischer ist ebenfalls Sänger.

## Auszeichnungen
- 1995 – Deutscher Kleinkunstpreis, Kategorie Chanson/Musik/Lied
- 2004 – Lale-Andersen-Preis
- 2007 – Rolf-Mares-Preis, Kategorie „Außergewöhnliche Leistungen Darsteller“ in Adam Schaf hat Angst im Schmidt Theater
- 2015 – Deutscher Chanson-Preis[7]

## Diskografie
- 1993: Wenn die Liebe ausgeht
- 1994: Und habt mich gern
- 1994: Na so was
- 1995: Duette
- 1995: Chansons
- 1996: Lieder eines armen Mädchens (Live-Doppelalbum)
- 1997: Aus blauem Glase
- 1998: Tim Fischer, Herrchens Frauchen & Rolf Claussen – Nichts ist unmöglich
- 1998: Live auf der Reeperbahn
- 1998/1999: Songs against AIDS
- 1999: Baby Boy
- 2000: Romeo’s Seance
- 2001: Walzerdelirium
- 2003: Tim Fischer singt Kreisler
- 2005: Regen
- 2007: Adam Schaf hat Angst – Ein-Mann-Musical von Georg Kreisler
- 2008: Zarah ohne Kleid (aufgenommen am 6. April 2008 im Schmidt-Theater Hamburg)
- 2008: Zarah ohne Kleid – DVD (aufgenommen im Mai 2008 im Tipi am Kanzleramt Berlin)
- 2009: Tim Fischer singt Georg Kreislers Gnadenlose Abrechnung
- 2011: Tim Fischer singt ein Knef-Konzert
- 2011: Satiriker sind keine Lyriker – Tim Fischer singt Gerhard Woyda
- 2013: Geliebte Lieder
- 2014: Drei Sterne
- 2016: Absolut
- 2018: Meine Rose in Babylon Berlin (OST)
- 2019: Die alten schönen Lieder (live)
- 2019: Zeitlos
- 2020: Heut’ Nacht in Peru, in Babylon Berlin, Vol. II (OST)
- 2020: Cabaret Berlin
- 2022: Tigerfest – Tim Fischer singt Georg Kreisler

## Filmographie
- 2001: Jagd auf den Plastiktüten-Mörder (Regie Markus Bräutigam)
- 2002: Deux (Regie Werner Schroeter)
- 2002: Atlantic Affairs (Regie Hark Bohm, Nils Willbrandt)
- 2003: Herr Lehmann (Regie Leander Haußmann)
- 2007: Mein Führer – Die wirklich wahrste Wahrheit über Adolf Hitler (Regie Dani Levy)
- 2017–2020: Babylon Berlin (Serie, 3 Folgen)
- 2020: Lindenberg! Mach dein Ding (Regie Hermine Huntgeburth)